# Louis Séraphin du Chambge de Noyelles
Pour les articles homonymes, voir Noyelles.
Louis Séraphin du Chambge de Noyelles, né le 21 janvier 1732 à Noyelles-lès-Seclin et mort le 17 janvier 1794 à Oostkerke dans les Pays-Bas autrichiens, est député de la noblesse aux États généraux de 1789.

## Biographie

### Famille
Louis Séraphin du Chambge, baron de Noyelles et seigneur des Allœux, est né le 21 janvier 1732,, à Noyelles-lès-Seclin. Il est le fils aîné de Louis-Joseph du Chambge, seigneur de Noyelles-lès-Seclin, les Allœux,  bourgeois de Lille, et d'Isabelle-Pétronille de Corte, dame d'Oostkerke, fille d'Augustin de Corte,.
En mai 1772, par lettres patentes signées par Louis XV, ses terres de Noyelles-lès-Seclin et des Allœux sont réunies et érigées en baronnie, sous le nom de baronnie de Noyelles,. Il est député de la noblesse de la Flandre wallonne.

### Député
Il est élu député de la noblesse aux États généraux de 1789 par le bailliage de Lille,,,,. Il est le second député élu par la noblesse de ce bailliage.
À l'Assemblée nationale constituante, il défend les intérêts de la monarchie et de la noblesse. Il fait partie de la droite et démissionne dès le 29 décembre 1789,. Il est remplacé par son suppléant, son cousin Pierre Joseph du Chambge d'Elbhecq.
Il part en émigration et s'installe à Oostkerke près de Bruges. Il y meurt le 17 janvier 1794,,,.

### Mariage et descendance
Louis Séraphin du Chambge de Noyelles épouse le 29 septembre 1772 à Lille Béatrix du Chastel de la Howarderie (1737-1792), fille d'Alexandre-Robert-Auguste François, chevalier, vicomte de la Howarderie et d'Ernestine de Corbie. Béatrix du Chastel est baptisée à Lille le 23 juillet 1737  et y meurt le 9 février 1792,. 
Ils ont trois filles :
- Lucie-Séraphine-Ernestine (1773-1774) ;
- Pauline (1774-1783) ;
- Lucie-Béatrix-Marie (1777-1790)[10],[6].